# Геспірія (Мічиган)
Геспірія (англ. Hesperia) — селище (англ. village) в США, в округах Оушеана і Невейго штату Мічиган. Населення — 1034 особи (2020).

## Географія
Геспірія розташована за координатами 43°34′10″ пн. ш. 86°2′27″ зх. д. / 43.56944° пн. ш. 86.04083° зх. д. (43.569472, -86.040931).  За даними Бюро перепису населення США в 2010 році селище мало площу 2,22 км², з яких 2,04 км² — суходіл та 0,18 км² — водойми.

## Демографія
Згідно з переписом 2010 року, у селищі мешкали 954 особи в 382 домогосподарствах у складі 231 родини. Густота населення становила 430 осіб/км².  Було 431 помешкання (194/км²).
Расовий склад населення:
| - 92,2 % — білих - 1,4 % — корінних американців - 0,1 % — азіатів - 2,7 % — осіб інших рас |

До двох чи більше рас належало 3,6 %. Частка іспаномовних становила 8,1 % від усіх жителів.
За віковим діапазоном населення розподілялося таким чином: 27,0 % — особи молодші 18 років, 56,9 % — особи у віці 18—64 років, 16,1 % — особи у віці 65 років та старші. Медіана віку мешканця становила 35,5 року. На 100 осіб жіночої статі у селищі припадало 78,7 чоловіків;  на 100 жінок у віці від 18 років та старших — 78,0 чоловіків також старших 18 років.
Середній дохід на одне домашнє господарство  становив 38 882 долари США (медіана — 32 368), а середній дохід на одну сім'ю — 44 804 долари (медіана — 39 750). Медіана доходів становила 32 143 долари для чоловіків та 34 375 доларів для жінок. За межею бідності перебувало 28,8 % осіб, у тому числі 31,9 % дітей у віці до 18 років та 21,1 % осіб у віці 65 років та старших.
Цивільне працевлаштоване населення становило 333 особи. Основні галузі зайнятості: освіта, охорона здоров'я та соціальна допомога — 26,7 %, виробництво — 23,4 %, роздрібна торгівля — 16,5 %.